# Bude
Bude (in lingua cornica Bud) è un paese di 9 242 abitanti della Cornovaglia, in Inghilterra. Si trova nella parrocchia civile di Bude-Stratton.
Nei pressi emergono i cavi transatlantici di fibre ottiche che collegano i due continenti, che sono stati il centro di intercettazioni salite alla ribalta nel 2010 di documenti di Edward Snowden.

## Amministrazione

### Gemellaggi
- Ergué-Gabéric